# Überbrettl
Überbrettl är en form av kabaré som var populär i början av 1900-talet. Ursprunget kommer från Ernst von Wolzogens kabaré i Berlin 1901–1903.
'Brettl' är det tyska ordet för kabaré och ordet überbrettl är en ironisk anspelning på Friedrich Nietzsches ord übermensch.
Überbrettl brukar anses vara den första politiska och satiriska kabaréscenen i Tyskland. Den kom till Sverige på Cabaret Läderlappen i Stockholm åren 1915–1919, särskilt brukar "Karl-Ewerts" kupletter där anses stilbildande.
Den lundensiska överliggaren Sam Ask medverkade i ett flertal überbrettl under sin tid i Lund, och i Lundakarnevalen 1994 fick überbrettl en comeback.